# Poinson-lès-Grancey
Poinson-lès-Grancey is een gemeente in het Franse departement Haute-Marne (regio Grand Est) en telt 61 inwoners (2009). De plaats maakt deel uit van het arrondissement Langres.

## Geografie
De oppervlakte van Poinson-lès-Grancey bedraagt 12,1 km², de bevolkingsdichtheid is dus 5,0 inwoners per km².
De onderstaande kaart toont de ligging van Poinson-lès-Grancey met de belangrijkste infrastructuur en aangrenzende gemeenten.

## Demografie
Onderstaande figuur toont het verloop van het inwonertal (bron: INSEE-tellingen).